# Rhytidanthera regalis
Rhytidanthera regalis är en tvåhjärtbladig växtart som beskrevs av Richard Evans Schultes. Rhytidanthera regalis ingår i släktet Rhytidanthera och familjen Ochnaceae. Inga underarter finns listade i Catalogue of Life.